# Heilmfurt
Heilmfurt ist ein Gemeindeteil der Gemeinde Malgersdorf im niederbayerischen Landkreis Rottal-Inn. Die Einöde hat sechs Einwohner.

## Geografie und Verkehrsanbindung
Heilmfurt ist über die Bundesstraße 20 und die Kreisstraße PAN 50 an das bayrische Straßennetz angeschlossen.
Nördlich von Heilmfurt fließt die Kollbach.

## Wirtschaft
In Heilmfurt befindet sich die Brauerei Büchner.